# Mieszek (część ubioru)

Na obrazie przedstawiającym Henryka VIII władca ma założony mieszek.

Mieszek (codpiece, braguette) – rodzaj klapki lub sakiewki przytwierdzonej do spodni od przodu do krocza. Dawna angielska nazwa mieszka, codpiece, pochodzi od słowa cod oznaczającego mosznę. Mieszek był ważną częścią ubioru w XV i XVI wieku; obecnie znajduje zastosowanie jako akcesorium erotyczne.
Początkowo mieszki miały zastosowanie czysto praktyczne i wynikały z wymogów skromności. Dawne spodnie były obcisłe na nogach i zazwyczaj miały wycięcie na wysokości krocza, a prącie i moszna były schowane jedynie pod dubletem. Mieszki miały kształt odzwierciedlający kształt genitaliów, ale z czasem przybrały formy bardziej ozdobne, dodatkowe mieszki pełniły dodatkowe funkcje jako pierwowzór kieszeni, jako poręczny schowek na monety czy tabakę. W drugiej połowie epoki elżbietańskiej mieszki przybrały skromniejsze formy i ostatecznie zostały zastąpione przez płócienne klapki. Ponadto, w XVI wieku częścią uzbrojenia były metalowe mieszki.